# Мигара, Малик
Малик Мигара Поннамперумаге Дон (25 октября 1989, Шри-Ланка) — футболист из Шри-Ланки, нападающий, игрок сборной Шри-Ланки.

## Карьера
Первым футбольным клубом Малика Мигара в 2009 году стал местный клуб «Ратнам». Он, играя в Премьер-Лиге Шри-Ланки, провёл в этом клубе два сезона. После этого в 2010 году он перешёл в другой клуб из Шри-Ланки «Нэви», где продолжает своё выступление.

## Сборная
Малик Мигара с 2010 года вызывается в состав сборной Шри-Ланки. В её составе он участвовал в отборочном турнире Кубка вызова АФК 2014 года.
В общей сложности Малик Мигара за 6 игр в составе сборной забил 2 гола, и оба пришлись на сборную Монголии.

### Голы за сборную Шри-Ланки
| #  | Дата         | Место                          | Соперник | Голы | Результат | Соревнование                              |
| -- | ------------ | ------------------------------ | -------- | ---- | --------- | ----------------------------------------- |
| 1. | 6 марта 2013 | Национальный Стадион, Вьентьян | Монголия | 2    | 3–0       | Кубок вызова АФК 2014 (отборочный турнир) |